# 스무살의 이중생활
"스무살의 이중생활"은 한국에서 제작된 이세일 감독의 2012년 멜로/로맨스, 드라마 영화이다. 유예나 등이 주연으로 출연하였다.

## 출연

### 주연
- 유예나
- 김호수